# Parapsihologija
Parapsihologija (starogrč., παραψυχολογία) je naziv za pseudoznanost koja istražuje parapsihološke pojave koje se ne mogu protumačiti poznatim psihološkim i fizičkim zakonima.
To je područje izvan medicinsko-psihološke stvarnosti koje nije znanstveno provjerljivo, a pripada mu: (hiromantija, proricanje, spiritizam, okultizam, astrologija,  telepatija, vidovitost, bioenergija, telekineza), levitacija, automatsko pisanje i slično.
Postoje dvije skupine parapsiholoških pojava:
- Izvanosjetilna opažanja (eng. extrasensory perception, ESP) - sposobnost doznavanja informacija osjetilima koja ne obuhvaćaju spektar normalnih ljudskih osjetila (telepatija i vidovitost);
- Psihokineza - sposobnost djelovanja na objekte na daljinu bez uporabe fizičke sile.[1][2]

## Povijest
Značajnije organizirano istraživanje parapsiholoških fenomena počelo je 1882. godine, osnivanjem "Društva za psihološko istraživanje" (Society for Psychical Reasearch) u Londonu. Društvo se ispočetka osobito bavilo proučavanjem hipnoze te spiritističkih seansi, a kasnije su više proučavali osobe kod kojih su manifestirane neobične sposobnosti.
S vremenom raste osnivanje sličnih društava diljem svijeta (1884. u SAD-u) koja se bave sa sve više različitih neobjašnjivih fenomena. Neki od proučavanih fenomena uključuju i izvantjelesno iskustvo ili astralnu projekciju.
Tijekom 30-ih godina 20. stoljeća, američki znanstvenik Joseph Banks Rhine (1895. – 1980.) proučavao je izvanosjetilna zapažanja, psihokinezu, astralnu projekciju i gledanje na daljinu na Sveučilištu Duke, a svoja istraživanja nastavio je u Rhine Research Centeru. Među ostalima, Amerikanci Charles Tart i Raymond Moody nastavili su Rhineov rad na parapsihološkom istraživanju.
Godine 1957. osnovano je Parapsihološko udruženje u Durkhamu, Sjeverna Karolina.

## Vanjske poveznice
- The Skeptic Dictionary (engl.)
- Parapsychological Association (engl.)